# Єдишкуль
Єдишку́ль (також Едішку́ль, Джєдічку́ль, крим. Cediçkul, тюрк. Cedişkül) — історична область України, розташована на південь від Запоріжжя на лівому березі Дніпра.
Нині це території півночі Херсонської та південного заходу Запорізької областей.
На південь від Єдишкуля розташовується Джамбуйлук.

## Назва
Названа від однойменної ногайською ордою, що кочувала тут з 1728 року.

## Історія
Починаючи з XV століття ця територія знаходилася під владою Кримського ханства.
На початку XVII століття ногайці кочували в степах нинішнього західного Казахстану на берегах річки Емба, але були змушені під натиском калмицької навали Хо-Урлюка перекочувати до Волги у 1628 році, у 1715 році на Кубань, а у 1728 орда перекочувала на територію майбутнього Єдишкуля під захист кримських ханів.
Єдишкуль був васальною територією Кримського ханства, його кордони були остаточно оформлені після Російсько-Турецької війни 1735—1739 років. За підсумками Російсько-турецької війни 1768—1774 років, ця територія була захоплена Російською імперією. Більшість ногайців були депортовані російською владою на Північний Кавказ.
Пізніше Єдишкуль увійшов до складу Таврійської губернії та став заселятися українцями, німцями та болгарами.
У 1918 році Єдишкуляь став частиною земель УНР Запоріжжя та Нове Запоріжжя, а потім Таврійської округи Української Держави.
Зараз це територія лівобережної частини Херсонської та Запорізької областей України.